# Hilario Chávez Joya
Hilario Chávez Joya, M.N.M. (n. México, D.F., 14 de enero de 1928-f. Santa Ana del Conde, Guanajuato, 4 de marzo de 2010). Fue un religioso católico mexicano, que fue el primer Obispo de Nuevo Casas Grandes, Chihuahua.

## Biografía
Hilario nació el 14 de enero de 1928, en Ciudad de México. 
Ingresó a la orden religiosa de los Misioneros de la Natividad de María, en la cual fue ordenado sacerdote el 22 de octubre de 1950. 

## Episcopado

### Prelado de Nuevo Casas Grandes
El 13 de abril de 1977 el papa Pablo VI erigió la Prelatura de Nuevo Casas Grandes con territorio segregado de la Diócesis de Ciudad Juárez en Chihuahua y el mismo día lo nombró su primer Prelado así como Obispo titular de Crepedula, ya en que en ese momento quienes encabezaban una prelatura no tenían a la misma por título. Fue ordenado obispo el 7 de julio de 1977 por Mario Pio Gaspari entonces Delegado Apostólico en México y fungiendo como co-consagrantes Adalberto Almeida y Merino, Arzobispo de Chihuahua y Manuel Talamás Camandari, Obispo de Ciudad Juárez. De acuerdo a las nuevas disposiciones sobre el título de los obispos prelados renunció a la sede titular de Crepedula el 15 de febrero de 1978 quedando desde entonces como Obispo-Prelado de Nuevo Casas Grandes.
En la Conferencia del Episcopado Mexicano encabezó la comisión de atención pastoral a los miembros de las fuerzas armadas. 

### Obispo de Nuevo Casas Grandes
El 3 de junio de 2000 el papa Juan Pablo II elevó la prelatura a Diócesis de Nuevo Casas Grande, quedando Hilario Chávez Joya como su primer obispo. 

### Renuncia y fallecimiento
Renunció al cargo el 22 de mayo de 2004 al llegar a la edad de retiro y se trasladó a residir al seminario de los Misioneros de la Natividad de María en Santa Ana del Conde, Guanajuato, donde falleció el 4 de marzo de 2010.